# Meredith Grey
Pour les articles homonymes, voir Meredith (prénom).
La Dre Meredith Grey est un personnage de fiction, protagoniste éponyme de la série télévisée américaine, Grey's Anatomy. Ce personnage apparaît également dans des séries dérivées imaginées par Shonda Rhimes, la créatrice de Grey's Anatomy, dont Private Practice et Grey's Anatomy : Station 19. Elle est interprétée par l'actrice américaine Ellen Pompeo. Elle fait partie avec Miranda Bailey et Richard Webber, des personnages présents depuis la première saison, mais commence son internat avec George O'Malley, Izzie Stevens, Alex Karev et Cristina Yang, sa meilleure amie. Elle se marie lors de la saison 6 avec Derek Shepherd, avec qui elle aura trois enfants.
La série permet de suivre l'évolution du personnage au cours des saisons, d'un point de vue professionnel avec l'internat, les années de résidence puis de titularisation de Meredith Grey, ainsi que ses projets de recherche. Cela permet d'aborder les questions liées au fait de poursuivre la même carrière que ses parents, puisque sa mère Ellis Grey était une chirurgienne très renommée. Mais également l'articulation entre la vie de famille, qu'elle n'a jamais connue avec sa mère très froide, et la poursuite d'ambition professionnelle. Du point de vue personnel, le personnage de Meredith aborde les sujets tels que la dépression ou les actions suicidaires, l'amitié fusionnelle, la stérilité, la maladie d’Alzheimer, la famille adoptive ou recomposée, etc.

## Épisodes notables
Ces épisodes sont centrés sur Meredith ou sont par ailleurs très instructifs sur sa vie.
- 48 heures (1x01)
- Code noir (2x16)
- Brume rose (2x17)
- Maux de cœur (3x04)
- Tous sur le pont (3x15)
- Disparitions (3x16)
- Entre deux mondes (3x17)
- Le Vent du changement (4x01)
- La Pièce manquante… (4x16)
- … La Pièce retrouvée (4x17)
- Une belle soirée pour sauver des vies (5x19)
- Savoir pardonner (5x21)
- Le Plus Beau Jour (5x22)
- Projets d'avenir (5x23)
- Ne me quitte pas (5x24)
- On ne choisit pas sa famille (6x04)
- Je l'aime... (6x23)
- … je l'aimais (6x24)
- 3 600 secondes (7x15)
- Seule au monde (7x22)
- Quand tout s'écroule (8x01)
- Instinct de leader (8x02)
- À l'aveugle (8x09)
- État de choc (8x10)
- Se détacher… et avancer (8x20)
- Le vent tourne (8x24)
- Tout ce qu'on a perdu (9x01)
- Une belle fin (9x05)
- Faits l'un pour l'autre (9x07)
- Coupes claires (9x12)
- Une question de vie ou de mort (9x15)
- Lutter pour la bonne cause (9x16)
- Avancer à grands pas (9x18)
- ...Coup de foudre (9x24)
- Après l'orage (10x02)
- La Page manquante (11x04)
- Le Goût du risque (11x08)
- Un grand lit vide (11x10)
- Lâcher prise (11x22)
- Devine qui vient dîner ? (12x05)
- Un silence assourdissant (12x09)
- Une nouvelle chance (12x12)
- Prête ? (12x16)
- Amour et conséquences (12x23)
- Une nuit au bloc (13x08)
- Zone de turbulences (13x20)
- Passé composé (14x07)
- La fête des morts (15x06)
- Une dernière danse (15x11)
- Dans la brume (15x25)
- Verdict (16x08)
- Une fois de trop (17x02)
- Une petite victoire (17x13)
- Un plan d'urgence (18x29)
- La grande démission (18x20)
- Je suivrai le soleil (19x07)

## Histoire du personnage
Le personnage de Meredith Grey apparaît dans 399 épisodes de l'univers de Grey's Anatomy : 397 fois dans la série mère et 2 fois dans Station 19.

### Saison 1
Meredith entre comme interne en première année de chirurgie à l'hôpital Seattle Grace. Parallèlement, elle devient tutrice légale de sa propre mère, Ellis Grey, qui est dans une maison de repos car elle souffre de la maladie d'Alzheimer. La veille de son entrée en internat, elle rencontre Derek Sheperd dans un bar et passe la nuit avec lui. Ce n'est que le lendemain qu'elle découvre que cet homme est un neurochirurgien du Seattle Grace Hospital. Elle comprend alors que Derek va être son supérieur. Meredith devient aussi amie avec les autres internes, Cristina Yang, George O'Malley, Izzie Stevens et Alex Karev. Alors que Meredith et Derek commencent à sortir ensemble, leur relation est mise à mal par l'arrivée de la femme de ce dernier, Addison Montgomery-Sheperd.

### Saison 2
Derek doit choisir entre Meredith et Addison. Il rejoint finalement sa femme. Bouleversée, Meredith se lance à la recherche de son père. Le retrouvant, elle ne parvient pas à renouer des liens avec lui. Meredith, toujours attachée à Derek, enchaîne les aventures d'un soir pour essayer de l'oublier. Ainsi, après avoir bu, elle fait l'amour avec George avant d'éclater en sanglots. Meredith et Derek essaient ensuite de devenir amis et celle-ci fréquente son vétérinaire, Finn Dandridge. Derek se rapproche de Meredith. Ils reprennent leur relation après que Shepherd avoue qu'il est jaloux d'elle et de Finn.
Elle doit aussi faire face à la mort quand un patient arrive avec une bombe dans la thorax et qu’elle remplace la jeune pompière qui empêche l’hémorragie.
Meredith apprend qu'elle a une demi-sœur quand Molly Grey est admise à l'hôpital. Elle découvre alors que son père s'est remarié après son divorce avec Ellis et a eu deux autres filles, Molly et Lexie Grey.

### Saison 3
Après le divorce de Derek et Addison, Meredith est forcée de choisir entre celui-ci et Finn. C'est quand Derek lui dit que Finn est mieux pour elle qu'elle le choisit car Derek est l’amour de sa vie. Molly Grey est admise au Seattle Grace pour une césarienne. Son père, Thatcher, étant à l'hôpital, Meredith est forcée de lui faire face.
Souffrant d'Alzheimer, Ellis se retrouve tout de même consciente le temps d'une journée. Elle exprime alors violemment sa déception envers Meredith expliquant que sa fille est devenue quelqu'un d'ordinaire. De plus Ellis refuse d'être opérée pour soigner son arythmie alors que Meredith, tutrice de sa mère, le voudrait. Et avant que Meredith puisse lui expliquer les raisons de son choix, celle-ci reperd sa lucidité.
À la suite d'un accident impliquant un ferry, Meredith tombe à l'eau et est sauvée par Derek. Cependant, à son arrivée à l'hôpital, elle est inconsciente. Elle fait alors une expérience de mort imminente où elle rencontre des anciens patients, son chien Doc et sa mère qui meurt alors que Meredith est encore dans le coma. Thatcher et sa seconde femme, Susan, se joignent à Meredith après la mort d'Ellis. Susan meurt peu de temps après à la suite d'un hoquet. Thatcher rend alors Meredith responsable de la mort de sa femme.
Alors que Meredith aide Cristina à préparer son mariage avec Preston Burke, Derek la confronte à son propre engagement dans leur relation. Après le départ de Burke, le jour de son mariage, Meredith se consacre à Cristina, laissant de côté sa relation avec Derek.

### Saison 4
Derek et elle décident de rompre mais continuent à avoir des relations sexuelles. Mais il ne veut plus et il met fin à cette relation. Il se met à sortir avec une infirmière de bloc, Rose.
Meredith gagne le concours des résidents, elle obtient le biper magique (couvert de strass) qui lui permet d'obtenir l'intervention des autres si elle le désire. Cependant, elle préfère se consacrer à son projet, un essai clinique avec Derek, avec qui elle a une relation amicale, sur une manière de réduire les tumeurs non opérables du cerveau. Alors que Cristina va mal à cause d'un prix décerné à Preston Burke, elle lui donne le biper magique.
Meredith prend l'habitude de parler à son psychiatre et elle lui avoue que sa mère a essayé de se suicider, mais elle comprend qu'elle ne voulait pas mourir.
Derek lui reproche néanmoins le fait de tuer des gens car l'essai ne fonctionne pas, mais elle réussit à le convaincre de faire un dernier essai. Ce dernier est un succès. Elle cherche Derek partout mais ne le trouve pas, alors elle va sur son terrain, là où il prévoyait de faire construire leur maison et elle la dessine avec des bougies en l'attendant. Après une petite crise de nerfs, pour l'attente et la perte de la bouteille, qu'il a retrouvée, Derek part pour rompre avec Rose, en lui promettant de revenir.
Au début de la saison, Lexie Grey, la demi-sœur de Meredith, arrive à l'hôpital en tant qu'interne.

### Saison 5
Meredith commence par faire un cauchemar où Derek meurt mais se réveille. Elle propose à Derek de vivre avec elle, ce qu'il accepte en disant qu'ils iront lentement, bien qu'il la taquine ensuite en parlant de mariage en sachant qu'elle n'est pas prête. Cependant, dès qu'il essaie de s'installer, elle le prend mal. En cherchant de la place pour ses affaires, Derek trouve un journal d'Ellis Grey quand elle était interne. Cette crise le convainc de ne pas abandonner sa caravane au cas où elle le rejetterait avant la fin de la semaine. Elle accepte sa présence et consent même à lui céder le coin de sa mère pour qu'il devienne son bureau. Par contre, quand elle voit qu'elle n'est pas mentionnée dans le rapport de l'essai clinique, appelé la méthode Shepherd, elle se met en colère. Il réussit à se réconcilier avec elle en lui disant qu'il ne l'aurait pas fait sans elle et lui offre un rein dans un bocal.
Quand la mère de Derek vient, elle essaie de paraître joyeuse mais finalement, elle se montre telle qu'elle est, soit « dark and twisty », ce que son interlocutrice semble accepter.
Meredith se met en tête qu'elle n'a plus besoin de sa thérapie puisqu'elle est heureuse mais elle voit bien que cela ne suffit pas. Derek essaye au début de faire partir ses colocataires, Izzie et Alex, mais elle lui dit qu'ils sont sa famille et il accepte qu'ils restent, prouvant qu'il est prêt à patienter, mais qu'ils en reparleront quand elle sera prête.
Par contre, il commente son habitude de ramener des "chiens errants" comme Sadie, une vieille amie qui vient habiter chez eux pour deux jours. Mais il ramène Lexie après l'histoire de l'appendicectomie ratée, qu'elle catalogue comme chien errant. Elle ne considère pas Lexie comme sa famille mais elle est poussée par Derek pour nouer des liens quand il croit qu'elle se taillade elle-même. Meredith lui demande de tenir Mark Sloan éloigné de Lexie. Mais Mark sortira quand même avec sa demi-sœur ce qui entraînera une bagarre avec son meilleur ami, Derek.
Sa relation avec Cristina est plus tendue du fait que de sa relation avec Derek, alors que lui-même ne cesse d'être dérangé par leur papotage alors qu'il dort, ou plutôt essaie. Cristina se sent menacée par l'arrivée de Saddie, "Die", l'amie de Meredith avec laquelle elle a fait le tour de l'Europe. Mais elles se fâchent vraiment lorsque Meredith ne prend pas sa défense quand le chef accuse Cristina d'avoir su pour le "Club des Internes" (leurs internes s'entraînaient sur eux-mêmes), ce qui a mis Saddie en danger de mort lorsqu'ils ont voulu faire une appendicectomie seuls. Cet épisode rend aussi ses relations avec Saddie moins amicales.
Elle renoue avec sa mère en lisant ses journaux intimes qu'elle trouve en débarrassant son bureau. Elle et Cristina apprennent des "trucs", Meredith en vient alors à la conclusion que si Ellis n'avait pas été sa mère, elle l'aurait aimée.
Elle se met à éprouver de la pitié pour un tueur en série condamné à mort. Derek organise une soirée rose bougie dans la chambre de Meredith pour lui demander sa main, mais il reçoit un appel d'Addison lui apprenant qu'un de ses patients est dans un état grave. On voit Meredith entrer dans la chambre mais il ne reste plus rien sauf un pétale de rose.
La relation de Meredith et Derek se détériore quand Derek décide de démissionner après la mort d'une de ses patientes. Meredith, qui veut l'aider, ne fait qu'agacer Derek. Elle apprendra qu'il prévoit de la demander en mariage lorsque le chef Webber lui demandera de l'aide pour le ramener à la raison, ce qui mettra Derek en colère. Quand il apprend qu'Izzie a un cancer, il accepte de retourner au bloc.
Plus tard, après l'opération brillamment réussie, Meredith et Derek se réconcilient, puis se marient, lors du dernier épisode de la saison, en signant à tour de rôle un post-it sur lequel ils ont écrit leurs vœux. Elle apprend dans le dernier épisode de la saison que l'inconnu qui a sauvé une jeune femme est, en réalité, Georges.

### Saison 6
Meredith n'apparaît pas beaucoup en ce début de saison. Sa relation avec Derek est intense, elle en profite comme une adolescente en faisant l'amour avec lui dans des endroits insolites et romantique. Sa fraternité avec Lexie est testée lorsque Thatcher, leur père, arrive à l'hôpital en vomissant du sang. Il lui faut une transplantation, mais Lexie n'est pas compatible, Meredith, elle, l'est. Après mûre réflexion, elle décide de donner un morceau de son foie à son père, pas pour lui, mais pour Lexie. Meredith est alors clouée au lit, ce qui permet à son interprète, Ellen Pompeo, de n'apparaître que peu dans les futurs épisodes, puisqu’elle était enceinte au moment du tournage. Le mari d'une patiente décédée vient à l'hôpital avec un pistolet pour tenter de tuer Derek. On apprend que Meredith était enceinte, mais elle fait une fausse couche lors du dernier épisode.

### Saison 7
Meredith se remet tout doucement du drame et n'a toujours pas avoué à Derek qu'elle avait fait une fausse couche lors de la fusillade. Quand Derek continue ses excès de vitesse, Meredith lui révèle tout et demande à Derek de ne pas mourir car elle ne s'en remettrait pas. Derek lui promet d'arrêter ses bêtises. Plus tard, il demande à Meredith de l’aider pour ses essais cliniques sur la maladie d'Alzheimer. Lorsqu’Adèle, la femme de Richard Webber, l'essai clinique pour un Alzheimer fulgurant, elle échange les produits afin d’obtenir le vrai médicament et non le placebo. Derek l'apprendra plus tard par Alex Karev et se sentira trahi. Meredith souhaite adopter Zola, une petite africaine malade qui était soignée au Seattle Grace Hospital grâce au projet d'Alex Karev, mais leur projet d'adoption est compromis par les tensions dans leur couple.

### Saison 8
Meredith se fait renvoyer du Seattle Grace pour avoir falsifié les essais cliniques. Elle tente de se faire pardonner par Derek alors qu'elle garde Zola. Il finit par lui pardonner. Meredith devient nostalgique lorsqu'elle doit s'occuper de la mère de George O'Malley, mort deux ans plus tôt. Par la suite, elle et Derek apprennent que l'adoption de Zola leur est accordée définitivement. Dans le dernier épisode de la saison 8, elle est victime d'un crash d'avion et cherche désespérément Derek qui a disparu. Elle pense qu'il est mort mais elle finit par le retrouver avec une main amochée. Elle est effondrée lorsqu'elle apprend la mort de Lexie, sa demi-sœur.

### Saison 9
Un mois est passé depuis la mort de Lexie, Meredith passe ses nerfs sur ses internes qui l'appellent "Médusa". Elle n'accepte pas le décès de sa demi-sœur ni le départ de Cristina. Elle convainc Alex de rester au Seattle Grace. Il finit par accepter. Cristina ne s'adapte pas à l'hôpital dans le Minnesota et se confie à Meredith. Meredith soutient aussi Derek qui n'arrive pas à opérer car sa main s'est engourdie. Elle le soutient quand il est attristé par le décès de son meilleur ami, Mark. Elle annonce ensuite à Derek qu'elle est enceinte. Elle lui partage ses craintes tout au long de sa grossesse. Son mari lui promet de tout faire afin de retourner opérer car il est plus heureux que jamais... À la fin de la saison, ils auront un fils, qu'ils appellent Bailey en l’honneur de Miranda Bailey qui sauve la vie de Meredith quand elle a des complications lors de l'accouchement (elle fait une hémorragie splénique).

### Saison 10
Après la naissance de son fils, Meredith apprend l'accident de Richard Webber, électrocuté dans la réserve de l'hôpital. Celui-ci l'a choisie comme responsable de ses directives médicales, elle suit alors l'instinct de Miranda Bailey qui finit par le sauver. À la fin de l'épisode, quand Richard se réveille, elle se dispute avec Catherine et lui dit que s'il l'a choisie, ce n'est pas pour rien, c'est parce qu'ils sont une famille. Cristina, Alex et Meredith sont de plus en plus soudés.
Pendant ce temps, Meredith abrite chez elle Callie Torres et sa fille Sofia, après l'infidélité d'Arizona. Elle s'éloigne de Cristina. Elles finissent par se disputer violemment car Cristina emprunte l'imprimante 3D de Meredith pour sauver un bébé et vole la vedette à Meredith. Elles finissent par se réconcilier. Mais c'est le moment que choisit Preston Burke pour faire une proposition professionnelle à Cristina Yang : diriger l'hôpital universitaire de Zurich à la pointe de la technologie cardiaque. Meredith comprend dès le retour de Cristina que cette dernière va quitter Seattle pour la Suisse.
Meredith proteste beaucoup contre le projet de Derek en partenariat avec la Maison Blanche car ce dernier lui avait promis de s'occuper des enfants le temps de son essai clinique sur des veines portes artificielles.

### Saison 11
La saison commence quand Derek veut déménager à Washington, mais Meredith refuse. Elle n'a pas envie de tout quitter, elle reste à Seattle. Meredith est encore sous l'émotion du départ de son âme-sœur et meilleure amie, Cristina Yang, qui est partie à Zurich en Suisse. Meredith se rapproche d'Alex qui devient sa nouvelle âme-sœur après Cristina. On apprend que cette dernière a légué ses parts de membre du conseil d’administration du Grey Sloan Memorial à Alex Karev, qui a alors des chances d’intégrer le conseil d’administration car une place est vacante, ce qui inquiète Miranda Bailey, elle aussi nommée pour intégrer le conseil. C’est elle qui obtient le poste. Derek prend conscience que c'est trop difficile de vivre loin de sa famille, de Meredith. Il décide de rester à Seattle.
Margaret " Maggie " Pierce prend la place de Cristina Yang en tant que chef de la cardiologie. On apprend dès le début qu'elle s'intéresse à Meredith et on découvre par une conversation entre Maggie et Richard que Maggie est une demi-sœur de Meredith. Sa mère biologique est Ellis Grey. Dans l'épisode 2, elle lui annonce la vérité mais, sous le choc, Meredith n’en croît pas un mot et lui demande de rester loin d'elle. Dans l'épisode 3, Meredith reste chez Alex, mais aux yeux de l'hôpital elle est malade. Elle vérifie avec Alex si Maggie lui a dit la vérité. Elle découvre que sa mère, Ellis Grey, est la mère biologique de Maggie. Après de violentes disputes, Maggie souhaite démissionner dans l'épisode 4. Tout l'hôpital cherche à savoir pourquoi. Meredith est traumatisée, elle cherche dans les journaux de sa mère, une éventuelle grossesse. Elle se souvient que Richard et Ellis souhaitaient quitter Seattle, mais comme Richard était jaloux de sa maîtresse qui s'apprêtait à recevoir le prestigieux prix Harper Avery, il décida de la quitter. Meredith se souvient ainsi d'un tour de manège et de la tentative de suicide de sa mère. Dans l'épisode 6, Maggie et Meredith se rapprochent, elles lisent les journaux d'Ellis Grey, et Derek souhaite inviter Maggie chez eux. Meredith approuve, avant que Derek n'invite Richard. Après l'échec de son dîner, Meredith essaie d'intégrer Maggie au cercle de ses collègues du Grey-Sloan Memorial Hospital. En plus d'être fâchés dans leur vie personnelle, Derek n'approuve pas le traitement d'une patiente de Meredith et fait appel à Richard. À la fin de l'épisode 8, après une violente dispute, Derek rappelle le président des États-Unis et accepte le poste qu'il lui offre à Washington D.C. Dans l'épisode 9, après l'acceptation du poste, Derek s'envole pour Washington D.C. laissant Meredith toute seule avec ses deux enfants. Elle cherche donc une nourrice. Dans l'épisode 11, Meredith cherche quelqu'un pour garder Zola et Bailey car elle souhaite rendre visite à son mari à Washington D.C. Elle finit par ne pas lui rendre visite. Beaucoup d'internes, dont Joséphine Wilson, voient que Meredith n'a perdu aucun patient depuis le départ de Derek. Dans l'épisode 15, elle décide d'appeler son mari mais c'est une femme qui répond. Meredith est persuadée que Derek la trompe à Washington. Ce dernier vient rendre visite à Meredith dans l'épisode 16. Dans l'épisode 17, Derek avoue qu'il a embrassé Renee Collier, une de ses élèves, mais il s'est finalement rendu compte qu'il n'aime qu'une femme, et c'est Meredith. Il lui fait une déclaration d'amour. Dans l'épisode 18, Derek reprend son travail mais, cette fois, la chef de la neurochirurgie est Amelia Shepherd, sa sœur. Dans l'épisode 19, Derek doit aller à Washington D.C. pour régler quelques problèmes. Meredith apprend par la Maison Blanche qu'il n'est pas allé à la réunion. Dans l'épisode 20, Arizona et Meredith sont en crise de panique à la suite d'un accident d'avion près de l'hôpital Grey-Sloan Memorial, qui leur rappelle le terrible accident qu'elles ont subi dans le dernier épisode de la saison 8. Meredith est sans nouvelle de Derek et commence à paniquer. Dans l'épisode 21, en route pour l'aéroport, Derek assiste à un accident de voiture, il aide les personnes et finit par reprendre la route. Son téléphone sonne pendant le trajet, il l'attrape et, alors qu’il est au beau milieu d'une route, un camion le percute. À la suite de mauvaises décisions médicales, Derek Shepherd meurt de ses blessures. Meredith prend la route avec ses enfants pour faire ses adieux à son mari. Elle prend la lourde responsabilité de débrancher l'assistance respiratoire de son mari. Dans l'épisode 22, Meredith revient avec la triste nouvelle. Tout le monde est sous le choc. À la fin de l'épisode, Meredith décide de s'enfuir afin de cacher sa grossesse. Amelia a du mal à accepter la mort de son unique frère et pense à replonger dans la drogue mais Owen l'en dissuade. Dans l'épisode 23, Meredith commence à perdre les eaux, elle saigne et a eu des flash-back de sa mère toute la journée. Elle finit par s'écrouler sur le sol en perdant du sang. Zola décide d'appeler les urgences qui la prennent tout de suite. À son réveil, Alex est présent car c'est la personne à appeler en cas d'urgence. On apprend alors que Meredith a accouché d'une petite fille, qu'elle prénomme Ellis, pour célébrer la mémoire de sa mère, Ellis Grey, qui a été présente en flashs-backs récurrents dans cette saison 11. Dans l'épisode 24, le dernier de la saison, Amelia et Meredith ont encore du mal à vivre sans Derek. Amelia reproche à Meredith de ne pas l'avoir appelée avant de débrancher son frère. À la fin de l'épisode, Maggie, Meredith et Amelia sont heureuses et réunies et prêtes à voir l'avenir sans Derek.

### Saison 12
Dans la saison 12, Bailey est nommée chef du service de chirurgie et elle nommera, par la suite, Meredith chef du département de chirurgie générale.
Lors d'un dîner organisé chez elle, Meredith reverra Penelope Blake, l'interne qui lui a annoncé la mort de son mari, Derek Shepherd et qui est l'actuelle petite amie de Callie Torres, ce qui fera ressurgir certains évènements tragiques. Elle a également été agressée par un patient, Lou, dans l'épisode 9. Ce patient ne savait pas ce qu'il faisait. Elle a de multiples séquelles telles qu'une énorme douleur physique, l'incapacité de parler et d’entendre, ce qui apeure ses enfants.
Plus tard, elle traitera à nouveau l'une de ses premières patientes, Katie Bryce, la patiente de la toute première opération de Meredith avec Derek en tant qu'interne. Elle revient à l'hôpital avec un nouvel anévrisme qui sera opérée par Amelia. Meredith commence à réfléchir à son avenir sentimental. Elle flirte avec le Major Will Thorpe, un chirurgien, mais elle met rapidement fin à cette relation.
Lors du conflit qui oppose Arizona et Callie au sujet de la garde de leur fille, Sofia, Callie demande à Meredith de prendre son parti et de témoigner en sa faveur afin d'obtenir la garde. Meredith accepte, quitte à mettre en péril son amitié avec Arizona. Ce conflit risque de créer des tensions au sein du GSM. Arizona lui en veut terriblement, ainsi qu'à Owen, car ce témoignage pourrait lui faire perdre la garde définitive de Sofia ce qui est impardonnable. Cette dispute a fait resurgir des tensions presque oubliées chez les médecins.

### Saison 13
Dans le premier épisode de la saison, elle est la seule au courant (avec Joséphine Wilson) qu’Alex a frappé DeLuca, qui est dans un très mauvais état. À la fin de l’épisode, elle informe le Dr Bailey (chef de la chirurgie) du vrai responsable de l’altercation avec DeLuca, juste après qu’Alex se soit rendu à la police.
Dans l’épisode 13, refusant que le Dr Minick assiste à son opération, elle est suspendue par le Dr Bailey. Le Dr Bailey vient ensuite la voir pour la réengager à condition qu’elle se plie aux règles de Minnick, ce qu’elle refuse. C’est finalement le Dr Webber qui convainc Meredith de se faire réembaucher en acceptant les règles de Minnick.

### Saison 14
Meredith est à l’origine de l’innovation chirurgicale qui sauvera la vie de Mégan Hunt, la sœur d’Owen. Elle sera également présente du début à la fin pour soutenir Amelia Sheperd, atteinte d’une tumeur cérébrale de 10 centimètres de diamètre. Elle passe toutes ses nuits à l’hôpital en attendant son rétablissement complet. Elle gagne le prix dont elle a toujours rêvé durant l’épisode 7 : L’Harper Avery.

### Saison 15
Meredith est de nouveau heureuse. Elle repense à Andrew DeLuca, qu'elle a embrassé pendant le mariage d'Alex et Jo. Elle fait des rêves érotiques avec le Dr Andrew DeLuca et Atticus Lincoln (le nouveau médecin de la saison). Elle rencontre Cece Colvin, sa première patiente de la saison qui la coache pour retrouver l'amour. Elle pense beaucoup au Docteur DeLuca au début de la saison. Cece va lui poser beaucoup de questions sur sa vie personnelle et va remarquer que Taryn Helm, une de ses internes, n'est pas insensible à son charme. Dans l'épisode 3, elle demande à Meredith de faire du shopping. Pendant sa lune de miel, Joséphine Wilson, qui a démissionné de son poste pour étudier à Boston, vient d'avoir une brillante idée qui pourrait révolutionner la médecine. Elle souhaite donc s'allier à Meredith et refuser le poste à Boston, qui demande l'autorisation à Bailey, qui finit par lui voler Wilson. Meredith soutient ses sœurs, Maggie et Amelia. Tandis qu’Amelia vit le véritable amour avec Owen Hunt, Maggie est désespérée car Jackson vient de quitter Seattle. Après la mort de Cece, Meredith hésite entre sortir avec DeLuca ou avec Link. Elle choisit finalement DeLuca. Dans l’épisode 23, Andrew avoue à Meredith qu’il l’aime mais que cela l’effraie et celle-ci s’en va sans rien dire. Dans la suite de l’épisode, Meredith soigne une petite fille migrante qui n’a pas d’assurance mais qui a besoin d’être opérée. Afin qu’elle puisse recevoir les soins nécessaires, Meredith inscrit le nom de sa fille, Ellis, sur les papiers d’assurance. Seuls Richard et Andrew sont au courant. Dans l’épisode 24, Catherine Fox apprend ce qu’il s’est passé et Andrew se dénonce à la place de Meredith et il est arrêté. Considérés comme complices, Meredith, Richard et Alex sont renvoyés.

### Saison 16
Meredith avoue l’entièreté de ses actes afin qu’Andrew puisse être innocenté. Elle est par conséquent contrainte à effectuer des heures de travaux d’intérêt général et de passer devant le Conseil de l'Ordre des médecins. Durant ces heures de travaux d’intérêt général elle procure des soins médicaux à ses collègues qui en ont besoin.
Meredith fait un communiqué de presse, qui est mal interprété et qui dégrade l’image du Grey Sloan. Pour s’expliquer auprès de Bailey elle quitte son travail d’intérêt général plus tôt. À la suite de cela elle sera convoquée au tribunal à cause de nombreuses heures de travail manquées, mais ne pourra pas s’y rendre puisqu’elle choisit de rester avec sa fille Zola qui doit se faire opérer. Son avocate lui annonce le verdict du juge, elle devra rattraper ses heures en prison.
Pour son audience, Meredith passe devant le Conseil de l'Ordre des médecins, qui doit décider si elle pourra ou non conserver son droit d’exercer la médecine. Elle se retrouvera en face du médecin responsable de la mort de Derek. À la suite de la décision du Conseil de l'Ordre Meredith gardera sa licence et sera réengagée au Grey Sloan.
De retour au Grey Sloan, Meredith s’inquiète pour Andrew, lorsqu’il commence à montrer des symptômes de trouble bipolaire.

### Saison 17
Alors que l’épidémie de la Covid-19 frappe le monde, Meredith fait tout son possible pour ses patients. Dans l’épisode 2, elle est retrouvée inconsciente et on apprendra par la suite qu’elle est atteinte par ce virus. Durant les moments où sa santé se dégrade elle a des visions d’une plage où elle voit et parle avec Derek, elle verra aussi d’autres personnages de la série. Elle guérie du Covid mais craint de ne plus pouvoir opérer. Bailey lui propose de s’occuper du programme de l’internat, ce qu’elle accepte.

### Saison 18
Après avoir survécu au Covid, Meredith cherche quelle direction donner à sa vie. Elle se laisse convaincre par un ancien collègue de sa mère de s'investir dans un centre de recherche consacré à la maladie de Parkinson situé dans le Minnesota. Là bas elle rencontrera le Dr Nick Marsh un patient qu'elle avait eu dans la Saison 14. Poussé par Amélia, Meredith accepte le poste proposé par Hamilton mais reste également au Grey-Sloan : elle combine ses deux emplois. Peu après elle commencera une relation avec Nick.

### Saison 19
6 mois ont passé depuis les évènements du final de la Saison précédente. Meredith est maintenant la nouvelle chef de l'hôpital et n'est plus avec Nick. Mais quand celui-ci revient au Grey-Sloan pour apporter quelques choses, Meredith le réembauche et ils recommencent une liaison. Après avoir découvert que sa fille aînée, Zola, est une élève douée, elle décidera d'aller visiter une école pour surdoués à Boston. Dans l'épisode 5 Jackson lui propose un poste à la fondation pour essayer de soigner la maladie d'Alzheimer et elle décide d'accepter. Elle quitte définitivement le Grey-Sloan à la fin de l'épisode 7 pour s'installer à Boston avec ses enfants. Dans le dernier épisode de la saison, Miranda, Richard, Amélia, Winston, Nick et Catherine viennent lui rendre visite pour le prix Catherine Fox et elle leur demande de remettre en question tout ce qu'ils connaissent sur la maladie d'Alzheimer. Puis après avoir remis le prix Catherine Fox à Bailey, elle montre ces recherches à Catherine qui paraît très intriguée. Meredith finit par se réconcilier avec Nick qui décide de rester vivre à Boston avec elle.

## Relations avec les autres personnages

### Cristina
Cristina Yang est véritablement l'âme sœur de Meredith, elles ont une relation fusionnelle bien que parfois compliquée et tendue. Elles ont besoin l'une de l'autre et se soutiennent mutuellement.
Elles deviennent amies dès le premier épisode de la série, en cherchant la maladie d'une patiente mais Meredith ne veut pas participer à l'opération à cause de Derek Shepherd qui finira par la choisir, créant sa première tension avec Cristina.
Dans le premier épisode de la saison 5, on peut voir une scène entre les deux amies qui vivraient ensemble quand elles seraient à la retraite, cette scène est très caractéristique de leur relation.
Meredith aura du mal sans son âme sœur lors du départ de Cristina et passera du temps avec Alex.
Après le départ de Cristina, Meredith et elle continuent de s'écrire, de se soutenir. Elles s'envoient même des cadeaux (Dr Hayes).

### Derek
D'abord simple coup d'un soir, Derek se révèle être l'homme de sa vie et leurs ruptures la font énormément souffrir.
Ils se séparent au début de la saison 2, à cause de l'arrivée d'Addison, la femme de Derek, puis couchent ensemble à la fin de la saison dans une salle de consultation lors du bal organisé pour la nièce du chef, après que Derek lui a avoué sa jalousie à propos d'elle et de Finn.
Ils se remettront ensemble au cours de la saison 3 et se sépareront une fois de plus dans la saison 4 pour se remettre définitivement ensemble dans le dernier épisode de la saison. Ils finiront par se fiancer et se marier sur un post-it dans la saison 5.
Dans le dernier épisode de la saison 6, Meredith annonce à Cristina qu'elle est enceinte mais fait une fausse couche au cours de la prise d'otage. Derek ne l'apprendra que dans la saison 7. Ils décident alors de tout faire pour avoir un bébé et ont recours à un traitement hormonal (qu'elle doit arrêter car elle allait devenir aveugle).
Ils se sépareront de nouveau dans la saison 7, après que Meredith a trafiqué l'essai clinique. ils se remettent ensemble une bonne fois pour toutes quand la garde de leur fille adoptive sera mise en cause. Lors de la saison 9, ils vont avoir un fils, Bailey, né lors d'une tempête.
Dans la saison 11 Derek part après une grosse dispute qu'il a eue avec Meredith qui lui dit d'aller à Washington. Quand Meredith appelle Derek, une femme répond à sa place et Derek rentre à Seattle pour tout expliquer à Meredith.
Dans l'épisode 2 de la saison 11, Derek meurt tragiquement lors d'un accident de voiture après avoir sauvé la vie de 3 personnes. 
Anéantie, Meredith prend la décision de partir et découvre qu'elle est enceinte de Derek. Au cours de son année d'absence, Meredith se souvient de Derek et de sa mère car elle a vécu dans un sens la même situation que sa fille sauf que Richard n'est pas mort. Alex s'inquiète énormément pour elle. Meredith met beaucoup de temps avant de pouvoir retourner à Seattle sans pour autant toujours souffrir de la mort de son mari. Elle commence à se reconstruire petit à petit mais lorsqu'elle retourne chez elle, elle ne s'y sent plus aussi bien qu'avant : elle dit à Alex que c'était chez elle et Derek et non chez elle car c'est lui qui a construit cette maison pour elle et leurs enfants. C'est pourquoi elle décide de déménager avec ses enfants en retournant dans sa maison d'enfance avec ses sœurs Maggie et Amelia. Alex passe beaucoup de temps chez Meredith pendant cette période. Meredith ne parle de sa souffrance de la perte de Derek qu'à Maggie, Amelia et Alex, qui la soutiennent et l'aident à surmonter son chagrin.
Lors de la saison 12 Meredith couche avec un médecin mais au réveil, pensant toujours à Derek, elle le regrette et le chasse de la maison. Après cela, elle nettoie sa maison de fond en comble et tombe sur la couverture de Derek. Meredith discute avec Alex près de la cheminée en lui expliquant que c'était la couverture de Derek et que le jour de la St Valentin, ils étaient allongés là. Et qu'il lui manque.

### Alex
Alex Karev est très proche de Meredith. Leur amitié va se développer quand Alex va faire venir Zola d'Afrique et qu'il va aider Meredith et Derek à avoir la garde officielle de Zola. Plusieurs fois dans la série, Alex stipule bien que Meredith est la seule personne à n'avoir jamais couché avec lui, mais elle est la personne qui l'a le plus soutenu depuis le début. Au départ de Cristina, c'est Alex qui devient son meilleur ami. Quand Derek décède (fin saison 11), Meredith trouve du réconfort auprès d'Alex qui la soutiendra ainsi que ses enfants (on apprend même que Meredith l'a mis dans ses numéros d'urgence). Au début de la saison 12, Alex dit à Jo que c'est à Seattle qu'il a enfin ce dont il rêvait depuis longtemps, des racines, une meilleure amie et une famille. Alex et Meredith forment une famille depuis le décès de son mari. Meredith est restée très proche d'Alex car c'est lui sa personne de confiance désormais.
Lors des saisons 12 et 13, ils se rapprochent encore plus et leur amitié est très forte et fusionnelle. Ils se considèrent comme frères et sœur. C’est même Meredith qui mariera Jo et Alex lors du dernier épisode de la saison 14.

### George
George O'Malley est tombé amoureux de Meredith dès le premier regard mais elle mettra du temps à s'en rendre compte, ce qui le fera beaucoup souffrir. Ils couchent ensemble dans la saison 2 et Meredith pleurera ensuite ce qui sèmera le trouble dans leur relation. Ils resteront amis et il continuera à habiter chez elle. Il meurt en voulant sauver une femme d'un bus et arrive à l’hôpital complètement déformé. Meredith n'arrive à le reconnaitre que lorsqu’il lui écrit "007" sur la main. Elle panique et l'annonce à ses amis qui l'opèrent mais malheureusement il ne survit pas, ce qui la rendra inconsolable. Il lui faudra du temps pour réaliser que son meilleur ami est mort.

### Lexie
Lexie Grey est la demi-sœur de Meredith. Si à l'arrivée de Lexie au Seattle Grace, Meredith ne veut pas en entendre parler, les deux sœurs vont énormément se rapprocher au fil des saisons, elle la protège quand les autres profitent d'elle.
Dans le final de la saison 8, alors qu'elle est en train de mourir, Lexie demande à Mark de dire à Meredith qu'elle l'aime et qu'elle a été une excellente sœur. Lorsqu'elle découvre la mort de Lexie, Meredith est complètement bouleversée et pleure énormément.

### Zola
Zola est une enfant orpheline, que le couple Shepherd/Grey adopte dans la saison saison 7. Après la rupture de Derek et Meredith, la garde de la fillette sera remise en cause. Alex Karev va alors tout faire pour qu'ils la gardent et ainsi se faire pardonner d'avoir dénoncé Meredith. Dans la saison 8, ils récupèrent leur fille.

### Bailey
À la fin de la saison 9, Derek Shepherd et Meredith Shepherd deviennent les parents d'un petit garçon, nommé Bailey, en hommage au Dr Bailey qui a sauvé la vie de Meredith lors de son accouchement.

### Ellis
À la fin de la saison 11, à la suite de la mort de Derek, Meredith quitte Seattle. On apprend qu'elle est enceinte de celui-ci. Dans l'épisode 22, elle donne naissance à une petite fille, et la prénomme Ellis, en mémoire de sa mère.

### Margaret "Maggie" Pierce
Dans la saison 11 nous avons l'arrivée de Maggie, jeune femme belle. Son premier rapport avec Meredith se passe très mal. Puis la jeune femme lui annonce qu'elle est sa demi-sœur, déconcertés Meredith et Alex font des recherches, et l'on découvre qu'Ellis était enceinte de Richard et a fait adopter l'enfant après la naissance qui a eu lieu après sa tentative de suicide. Meredith a du mal... mais petit à petit des relations se créent, lors du départ de Derek, on les voit un soir Meredith l'appelle par webcam et elles se mettent à parler (preuve de leur rapprochement). C'est au dernier épisode de la saison 11 que Maggie dit à Alex que Meredith lui manque. Au début de la saison 12 Meredith et elle sont assez proches, elle la soutiendra quand Maggie apprendra que ses parents divorcent et elle lui dit qu'elle doit toujours venir lui parler ! Et on voit Maggie mettre sa tête sur l'épaule de Meredith et elles sourient.

### Amelia Shepherd
Amelia est la sœur de Derek. Leur relation est un peu chaotique au début. Meredith n'est pas douée comme sœur et ne sait pas comment s'y prendre. Amelia lui en voudra beaucoup de ne pas l'avoir appelée quand elle débrancha Derek, ce qui fit pleurer Meredith mais elles se réconcilient. D'ailleurs, elles vivront ensemble dans la saison 12, dans l'ancienne maison de Meredith et elles deviendront proches. Mais Meredith lui reproche d'être trop présente dans sa vie (elle vit chez elle, elle s'occupe de ses enfants, elle fait le métier de son frère, elle sort avec l'ancien mari de sa meilleure amie). Mais à partir de la saison 13 et du mariage d’Amelia et Owen, leur relation sera vraiment fraternelle. Meredith considère Amélia comme sa sœur et elles seront toujours là l’une pour l’autre. Par exemple, dans la saison 14, Meredith accompagnera sa sœur dans son processus de guérison de sa tumeur jusqu’au bout, passant toutes ses nuits à l'hôpital à son chevet. Et dans la saison 15, lorsque Meredith apprendra la grossesse de Teddy Altman, qui est enceinte d’Owen, elle prendra la défense de sa sœur, signalant à Teddy que celle-ci doit être honnête envers Owen et Amelia car Amelia est sa sœur.